# Долно-Козарево
Долно-Козарево (болг. Долно Козарево) — село в Болгарии. Находится в Тырговиштской области, входит в общину Омуртаг. Население составляет 388 человек (2022).

## Политическая ситуация
В местном кметстве Долно-Козарево, в состав которого входит Долно-Козарево, должность кмета (старосты) исполняет Еркан Акифов Яхов (Движение за права и свободы (ДПС)) по результатам выборов.
Кмет (мэр) общины Омуртаг — Неждет Джевдет Шабан Движение за права и свободы (ДПС)) по результатам выборов.